# 꽃갈피 둘
《꽃갈피 둘》은 《꽃갈피》(2014년)에 이은 아이유의 두번째 리메이크 앨범이다.

## 선공개 곡

### 가을아침 (2017.09.18. 오전 7시 발매)
〈가을 아침〉은 오전 7시에 아이유가 자신의 데뷔일에 맞춰 팬들에게 깜짝 선물을 한 노래로 아침 출근길에 기분좋은 하루가 되라는 느낌으로 불렀다.
차트 개편으로 오전 7시부터 오후 1시까지 스트리밍, 다운로드 성적이 차트에 미반영되고 5시간동안 차트에 없었음에도 오후 1시에 진입 1위를 하였다.

## 수록곡
1. 가을 아침
2. 비밀의 화원
3. 잠 못드는 밤 비는 내리고 (타이틀)
4. 어젯밤 이야기
5. 개여울
6. 매일 그대와

원래 타이틀이었던 〈잊어야 한다는 마음으로〉는 고 김광석 사건이 재조명되며 촉발된 논란으로 인해 앨범에서 제외되었다. 〈잊어야 한다는 마음으로〉는 9월 24일에 있었던 팬미팅에서 아이유가 라이브로 불렀다. 정식 음원은 공개되지 않았다. 그 자리를 김건모 님의 '잠 못드는 밤 비는 내리고'가 타이틀로 대신하게 되었다. 2018년 1월 6일 00:00, 故 김광석 22주기 헌정영상으로 아이유 유튜브 채널 〈이지금〉에 〈잊어야 한다는 마음으로〉의 뮤직비디오가 공개되었다.

## 같이 보기
- 꽃갈피
- 꽃갈피 셋